# Nicolau Comnè Papadopoli
Nicolau Comnè Papadopoli (en grec Νικόλαος Κομνηνός Παπαδόπουλος), nascut a Creta el 1566 i mort a Pàdua el 1740) va ser un jurista i historiador italià d'origen grec.